# Academia Prêmio Multishow de Música Brasileira
A Academia Prêmio Multishow de Música Brasileira (APMMB) foi criada em 2019 como parte de uma reformulação no Prêmio Multishow de Música Brasileira, com o objetivo de trazer maior equilíbrio entre a percepção técnica do mercado musical e a opinião do público. Composta por profissionais ligados à indústria da música, a Academia tem desempenhado um papel fundamental na indicação e na escolha dos vencedores de diversas categorias ao longo dos anos, sendo constantemente aprimorada para refletir a pluralidade da música brasileira.

## Origem e formação
A ideia da Academia surgiu da necessidade de equilibrar os critérios de escolha do prêmio, que era amplamente definido pelo voto popular. A partir de 2019, foi criado um júri especializado formado por jornalistas, críticos musicais, representantes de plataformas de streaming, contratantes, curadores de casas de shows, gravadoras, radialistas e empresários do setor musical. A diretora-geral do Multishow, Tatiana Costa, destacou na época:
“Entendemos que precisávamos equilibrar a percepção do mercado com o voto popular. Convidamos especialistas de todas as regiões do país para garantir representatividade e qualidade técnica no processo. A intenção é que tanto a indústria quanto os fãs nos ajudem a eleger os destaques do cenário musical brasileiro no último ano.”
Desde então, a Academia consolidou-se como um dos pilares do Prêmio Multishow, sendo reconhecida pela sua representatividade e diversidade. Os integrantes foram escolhidos com base em critérios que incluem gênero, raça, cor, região e gêneros musicais, garantindo uma ampla pluralidade na análise e na escolha dos indicados e vencedores.

## Estrutura e evolução
A Academia foi formada inicialmente para atuar como um júri técnico responsável por indicar e premiar os destaques da música brasileira. Ao longo dos anos, seu papel e estrutura foram ampliados, trazendo mudanças significativas no formato da premiação.

### 2011-2012: Criação do superjúri
Em 2011, foi introduzido o Júri Multishow, um grupo técnico criado para trazer maior credibilidade ao processo de escolha dos vencedores. Esse júri foi formado por jornalistas e críticos musicais, com o objetivo de fazer escolhas mais técnicas e menos influenciadas por fanbases.
Na edição de 2012, o júri foi dividido em duas instâncias: o Júri Especializado, que indicava os finalistas, e o Superjúri, responsável por decidir os vencedores de algumas das principais categorias do prêmio, como Canção do Ano e Álbum do Ano. Essa estrutura buscava maior transparência e credibilidade, evitando a influência de votos de fã-clubes ou escolhas feitas sem maior discussão. O Superjúri foi composto por 11 especialistas, que se reuniam ao vivo durante a cerimônia de premiação para decidir os vencedores das categorias mais importantes. O debate entre eles era transmitido ao vivo na internet, com flashes na TV, até que, ao final da cerimônia, eles anunciavam as escolhas ao público.

### 2013-2017: Consolidação do superjúri e debate ao vivo
Entre 2013 e 2017, o formato do prêmio continuou com os três júris principais: o Júri Popular (votação via internet), o Júri Especializado (formado por mais de 100 críticos, jornalistas, músicos e profissionais da indústria fonográfica) e o Superjúri (com 10 personalidades do mercado musical). Durante essas edições, o Júri Especializado indicava os vencedores de algumas categorias, como Melhor Clipe e Versão do Ano, enquanto o Superjúri ficava responsável por categorias como Artista Revelação, Melhor Disco, Melhor Show. Sendo a categoria Nova Canção a única votada pelos três júris.
Os debates do Superjúri eram transmitidos ao vivo pelo Canal Bis, permitindo que o público acompanhasse a argumentação dos especialistas antes da definição dos vencedores. Essa estrutura buscava oferecer uma avaliação técnica mais aprofundada, mantendo o caráter democrático e participativo da premiação.

### 2019-2021: Criação da academia e novo formato
A Academia estreou sendo responsável por indicar os finalistas em 15 categorias da premiação. Com o estabelecimento da Academia Prêmio Multishow em 2019, o Superjúri passou a ser formado pelos integrantes da Academia, que eram profissionais do mercado musical. Dessa forma, os debates sobre os vencedores e a escolha das categorias passaram a ser feitas internamente, refletindo o conhecimento técnico e as opiniões dos profissionais da indústria. O processo de votação foi ainda mais aprofundado, com maior transparência na escolha dos finalistas e vencedores.
Os debates sobre as categorias, que antes eram transmitidos ao vivo pelo Canal Bis, continuaram a ser promovidos, mas com um formato mais integrado ao processo decisório da Academia.

### 2022: Indicações e decisões
A Academia manteve sua função de indicar os finalistas em 13 categorias e eleger os vencedores em três delas, enquanto as outras dez categorias continuavam sendo decididas pelo voto popular e pelo superjúri. Essa estrutura garantiu uma divisão equilibrada entre a percepção técnica e o envolvimento do público.

### 2023: Expansão e diluição do superjúri
Em 2023, com a ampliação da Academia para mais de 900 integrantes e a reformulação do formato da premiação, o Superjúri foi diluído. A Academia passou a ser responsável pela escolha dos vencedores em quase todas as categorias, enquanto apenas algumas categorias continuaram abertas ao voto popular. Com essa mudança, a votação paralela entre o público e o Superjúri foi eliminada, e a Academia consolidou-se como a principal instância decisória do Prêmio Multishow.
- O grupo ficou responsável por indicar os finalistas em 23 categorias e decidir os vencedores em 17 delas. As outras categorias permaneceram sob o voto popular.
- A composição do júri reforçou a diversidade de gênero, raça, cor, região e gêneros musicais, consolidando a Academia como um reflexo da pluralidade brasileira.

### 2024: Consolidação da representatividade
Na edição de 2024, a Academia manteve sua estrutura com cerca de 900 integrantes. Eles foram responsáveis por escolher os finalistas e vencedores em 18 categorias, enquanto o voto popular decidiu os ganhadores nas demais categorias.

## Funções e impacto
A Academia desempenha duas funções principais no processo do Prêmio Multishow:
1. Indicação dos Finalistas: Desde 2019, é responsável por selecionar os artistas que se destacaram em suas respectivas categorias. Em 2023, essa responsabilidade foi ampliada para 23 categorias.[20]
2. Decisão dos Vencedores: Além de indicar, a Academia define os ganhadores de grande parte das categorias. Com o tempo, o número de categorias sob sua responsabilidade cresceu, chegando a 17 em 2023 e 19 em 2024.[21]

A introdução da Academia e sua integração com o Superjúri trouxe novos formatos de avaliação, promovendo maior representatividade e credibilidade ao processo.

## Diversidade e representatividade
Um dos maiores diferenciais da Academia é sua composição plural. Os integrantes são selecionados para representar a diversidade da música brasileira, incluindo profissionais de todas as regiões do país e dos mais variados estilos musicais. Esse compromisso com a diversidade étnica, cultural e regional foi fundamental para garantir que o Prêmio Multishow continuasse sendo uma celebração abrangente e inclusiva da música brasileira.

## Legado e relevância
Desde sua criação, a Academia Prêmio Multishow tem sido um marco de credibilidade e inovação no cenário musical brasileiro. Sua presença trouxe uma nova dinâmica ao prêmio, equilibrando o voto técnico e popular e promovendo maior representatividade. O sucesso do modelo implementado pela Academia é refletido em sua aceitação pela indústria e pelo público, consolidando o Prêmio Multishow como a principa celebração da música no Brasil.